# Rutland (Vermont)
Rutland is een plaats (city) in de Amerikaanse staat Vermont, en valt bestuurlijk gezien onder Rutland County.

## Demografie
Bij de volkstelling in 2000 werd het aantal inwoners vastgesteld op 17.292.
In 2006 is het aantal inwoners door het United States Census Bureau geschat op 16.964, een daling van 328 (-1.9%).

## Geografie
Volgens het United States Census Bureau beslaat de plaats een oppervlakte van
19,9 km², waarvan 19,8 km² land en 0,1 km² water. Rutland ligt op ongeveer 227 m boven zeeniveau.

## Plaatsen in de nabije omgeving
De onderstaande figuur toont nabijgelegen plaatsen in een straal van 24 km rond Rutland.

## Geboren
- John Deere (1804-1886), smid en uitvinder
- Richard Sheldon (1878-1935), kogelstoter en discuswerper
- Dan Tyminski (1967), Bluegrasszanger
- Sophie Caldwell (1990), langlaufster